# Хозанкино
Хоза́нкино (чув. Хусанушкăнь) — деревня в Красночетайском районе Чувашской Республики. Административный центр Хозанкинского сельского поселения.

## География
Находится в северо-западной части Чувашии, на расстоянии приблизительно 10 км на восток-северо-восток по прямой от районного центра села Красные Четаи.

## История
Известна с 1795 года, когда здесь было учтено 8 дворов и 48 жителей. В 1897 году был учтено 59 дворов и 335 жителей, в 1926—102 двора и 529 жителей, в 1939—456 жителей, в 1979—271. В 2002 году было 73 двора, в 2010 — 60 домохозяйства. В 1931 году был образован колхоз «III районный съезд», в 2010 году действовало ООО «Аса¬мат».

## Население
Постоянное население составляло 177 человек (чуваши 99 %) в 2002 году, 145 в 2010.